# Ferdinand von Cronenbold
Ferdinand Georg Karl Freiherr von Cronenbold (* 29. Juli 1837 in Worms; † 31. August 1904 in Darmstadt) war ein österreichischer Offizier, zuletzt Feldzeugmeister, hessischer Abstammung.

## Biographie
Der Sohn des großhessischen Generalmajors Georg Casimir Cronenbold absolvierte die k. u. k. Technischen Militär-Akademie, von der er am 20. August 1856   ausgemustert und als Unterleutnant 2. Klasse der Genietruppe zugeteilt wurde, später Oberleutnant beim 2. Regiment der Genie-Waffe.
Mit Rang vom 1. März 1866 Hauptmann, war er ab 1869 als Stabsoffizier, sodann im neu formierten 67. Ungarischen Infanterieregiment unter Feldzeugmeister Joseph Ritter von Schmerling tätig. Am 1. August 1873 erhielt er die kaiserliche Genehmigung den kaiserlich russischen Sankt-Stanislaus-Orden 3. Klasse zu tragen.
Mit Rang vom 15. Mai 1878 avancierte er zum Oberstleutnant beim Generalkommando in Lemberg. Im August 1881 (P.-V.-Bl. Nr. 39 vom 31. August) wurde die Einrückung Cronenbolds zur Generalstabsdienstleistung im Infanterieregiment Nr. 41 angeordnet, sodann mit Rang vom 8. Mai 1882 Oberst im Generalstabskorps sowie Generalstabschef  beim Militärkommando zu Kaschau und 1883–1884 Stabschef des 6. Korps.
Cronenbold wurde am 29. April 1888 (Rang vom 1. Mai des Jahres) Generalmajor und Kommandant der 34. Infanteriebrigade in Arad, sodann mit Rang vom 1. November 1892 Feldmarschallleutnant. In dieser Funktion leitete er die 15. Infanterie-Truppendivision im 6. Korps und nahm auch 1894 an den großen Manövern in Böhmen und Ungarn teil.
Durch Allerhöchste Entschließung Kaiser Franz Joseph I. erhielt der General den österreichischen Freiherrnstand am 31. Mai 1898, mit Diplom vom 7. Juli des Jahres, zu Wien. Die Beförderung zum Feldzeugmeister mit Titel und Charakter erfolgte am 1. Juli 1898.
Der Freiherr war unter anderem mit dem Ritterkreuz des Österreichischen Leopold-Ordens sowie dem Orden der Eisernen Krone 3. Klasse ausgezeichnet.

## Wappen
1898: Schild in Blau, darin 3 (2, 1) goldene Blätterkronen. Auf dem Schild ruht die Freiherrnkrone,  darauf ein gekrönter Helm mit einem geharnischten Schwertarm zwischen einem offenen, von Gold über Blau geteilten Flug. Die Decken sind blau-golden.